# Sbek Thom

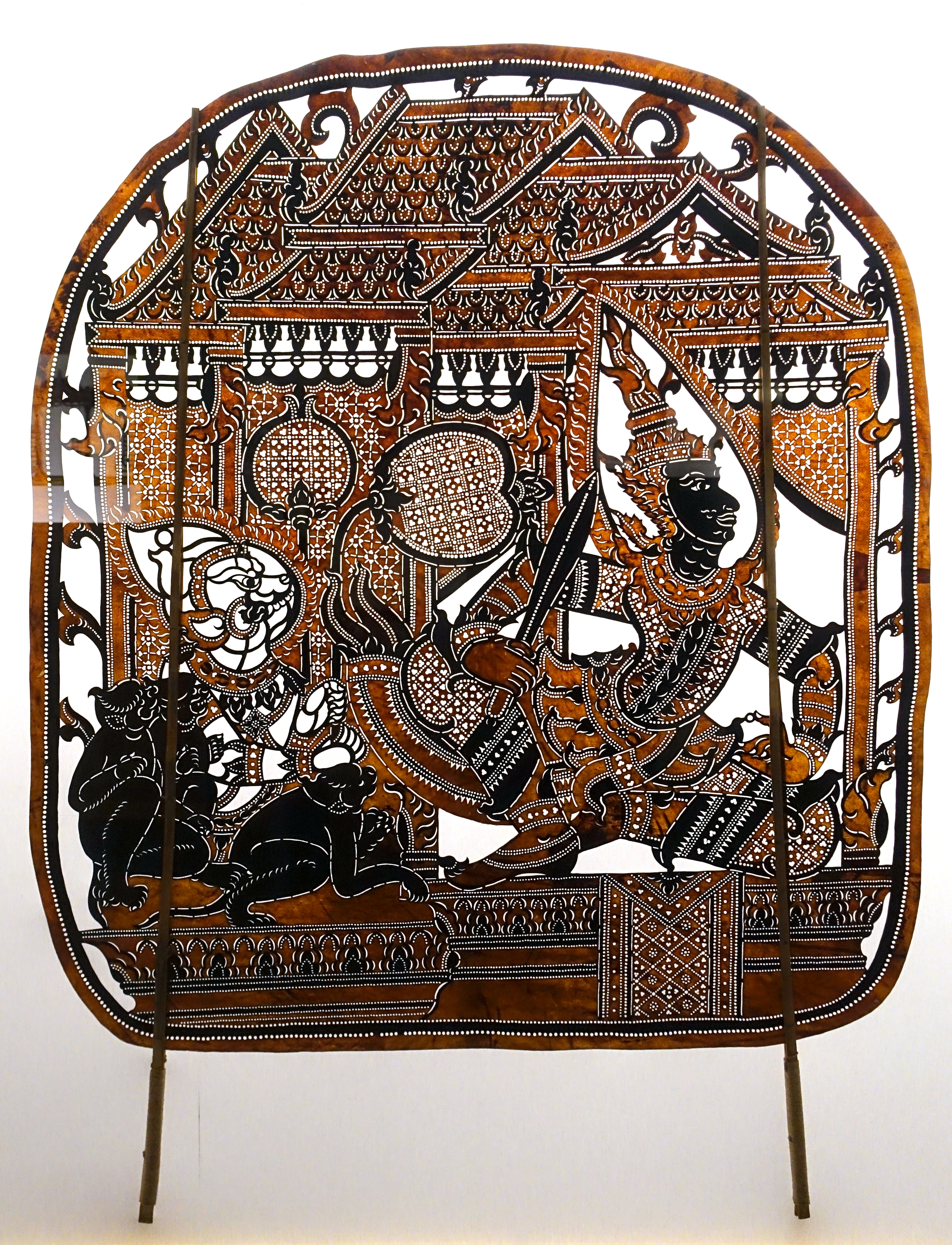
Figura wykorzystywana w Sbek Thom

Sbek Thom (khm. ល្ខោនណាំងស្បែក), także Nang Sbek – teatr cieni Khmerów z wykorzystaniem płaskich figur skórzanych, przedstawiający historie z khmerskiej wersji Ramajany.
W 2005 roku Sbek Thom został proklamowany arcydziełem ustnego i niematerialnego dziedzictwa ludzkości a w 2008 roku wpisany na listę niematerialnego dziedzictwa UNESCO.

## Historia
Pierwsza wzmianka o użyciu figur pochodzi z inskrypcji kamiennej sprzed okresu angkorskiego opisującej ceremonię przywołania bogini Saraswati. Sama sztuka teatru cieni rozwinęła się w okresie angkorskim.
Sztuka Sbek Thom znacznie ucierpiała w okresie reżimu Czerwonych Khmerów, kiedy to wiele figur teatralnych zostało zniszczonych. W XXI wieku działają trzy grupy aktorskie teatru cieni.
W 2005 roku Sbek Thom został proklamowany arcydziełem ustnego i niematerialnego dziedzictwa ludzkości, a w 2008 roku wpisany na listę niematerialnego dziedzictwa UNESCO.

## Opis
Sztuki dedykowane są bóstwom i odbywają się tylko przy specjalnych okazjach, np. podczas obchodów nowego roku czy urodzin króla. Sbek Thom przedstawia historię z khmerskiej wersji Ramajany.
Tradycyjnie przedstawienia odbywają się w nocy na świeżym powietrzu na polu ryżowym lub na dziedzińcu świątyni wat. Tłem jest wielka biała płachta rozpinana pomiędzy dwoma bambusami, z tyłu rozpalane jest ognisko, tak by figury rzucały cienie na płachtę. Animator prowadzi figury za pomocą ruchów tanecznych w takt muzyki granej przez orkiestrę. Historie opowiada dwóch narratorów, stojących przed ekranem. Narracja jest prowadzona wierszem.
Przed spektaklem animatorzy, narratorzy i muzycy proszą bóstwa o ochronę i błogosławieństwo, po spektaklu narratorzy przywołują Wisznu, Śiwę, Ramę i Rawanę, by odpędzić złe duchy.

## Lalki
Teatr cieni wykorzystuje płaskie figury wykonane ze skóry bydlęcej rozpiętej na dwóch drągach bambusowych.
Każda z figur wykonywana jest z jednego kawałka skóry. Powierzchnia niektórych figur dochodzi do dwóch metrów kwadratowych, największe ważą do ośmiu kilogramów. Postaci Śiwy i Wisznu wykonywane są ze skóry krowy, która padła w naturalny sposób, bądź zginęła w wyniku wypadku. Proces tworzenia figury trwa jeden dzień i towarzyszą mu szczególne rytuały. Skóry są farbowane roztworem z kory drzewnej. Na wypalaną skórę nanoszony jest zarys postaci, następnie wycina się niepotrzebne kawałki, maluje i na samym końcu mocuje dwa drągi bambusowe do poruszania figurą. Figury te nie mają żadnych ruchomych części.
Khmerski teatr cieni obejmuje także dwa inne rodzaje: Sbek Thom Mothium – gdzie figury są mniejsze i używane do przedstawień za dnia i Sbek Touch – gdzie figury mają części ruchome.